# Смачна штучка
«Смачна штучка» — романтична комедія 1999 року з Сарою Мішель Геллар і Шоном Патріком Фланері в головних ролях.

## Сюжет
Аманда Шелтон успадкувала ресторан після смерті мами. Справи йдуть кепсько, бо дівчина не вміє готувати. На базарі вона купує крабів у незнайомця, який сказав, що був другом мами. На кухні один із крабів тікає та стає талісманом Аманди. З того часу страви у головної героїні виходять неперевершені. Її заклад стає популярним і приваблює багато відвідувачів.
Аманда закохується у власника ресторану Тома Бартлетта. Чоловік помічає, що дівчина незвичайна та володіє якимись чарами. Щоб позбутися такого впливу, він кидає її. Головна героїня позбувається невпевненості та страхів, що допомагає стати їй гарним кухарем. Її чекає нова хвиля успіху та освідчення Тома.

## У ролях
| Актор                   | Роль             |
| ----------------------- | ---------------- |
| Сара Мішель Геллар      | Аманда Шелтон    |
| Шон Патрік Фланері      | Том Бартлетт     |
| Патрісія Кларксон       | Луїс Мак-Неллі   |
| Ділан Бейкер            | Джонатан Бенедел |
| Крістофер Дюран         | Джин О'Ріллі     |
| Бетті Баклі             | тітка Стелла     |
| Аманда Піт              | Кріс             |
| Малгожата Зайончковская | місіс Мюллер     |
| Білл Реймонд            | Говард           |
| Олек Крупа              | Вальдерон        |

## Створення фільму

### Виробництво
Зйомки фільму проходили в Нью-Йорку, США.

### Знімальна група
- Кінорежисер — Марк Тарлов
- Сценарист — Джудіт Робертс
- Кінопродюсери — Джон Аміел, Джозеф М. Караччоло мол., Джон Фідлер
- Композитор — Гіл Голдстейн
- Кінооператор — Роберт М. Стівенс
- Кіномонтаж — Пол Карасік
- Художник-постановники — Вільям Барклей, Джон Касарда
- Артдиректори — Бет Кун, Кеті Максі
- Художник-декоратор — Джастін Скоппа мол.
- Художник з костюмів — Маріот Керр
- Підбір акторів — Джені Браянт[2].

## Сприйняття
Фільм отримав переважно негативні відгуки. На сайті Rotten Tomatoes оцінка стрічки становить 13 % на основі 30 відгуків від критиків (середня оцінка 3,9/10) і 54 % від глядачів із середньою оцінкою 2,9/5 (45 532 голоси). Фільму зарахований «гнилий помідор» від кінокритиків та «розсипаний попкорн» від глядачів, Internet Movie Database — 5,3/10 (12 101 голос), Metacritic — 27/100 (21 відгук від критиків).